# Starkzwang
Als Starkzwang bezeichnet man in der Hundeausbildung den Einsatz von Zwängen, um ein bestimmtes Verhalten beim Hund zu erreichen. Dazu werden Hilfsmittel wie zum Beispiel ein Stachelhalsband oder Telereizgerät eingesetzt. Starkzwang kann auch über ein normales Gliederhalsband oder eine lange Leine ausgeübt werden (→ Leinenruck), ob man dies aber noch als Starkzwang bezeichnet, ist eine subjektive Frage.
Starkzwang wird eingesetzt, um entweder ein unerwünschtes Verhalten abzutrainieren oder ein erwünschtes Verhalten zu lehren. Sein Einsatz in der Hundeausbildung ist umstritten. In vielen Ländern ist der Einsatz von Stachelhalsband oder Telereizgerät verboten. In den meisten Sporthundeverbänden, und somit auf den Hundeplätzen, ist der Gebrauch auch nicht erlaubt.